# Gafsa pappi
Gafsa pappi är en stekelart som beskrevs av Thuroczy och Trjapitzin 1990. Gafsa pappi ingår i släktet Gafsa och familjen sköldlussteklar.
Artens utbredningsområde är Tunisien. Inga underarter finns listade i Catalogue of Life.